# Kasese
Kasese – miasto w zachodniej Ugandzie, stolica dystryktu Kasese. Miasto leży na północ od Jeziora Jerzego i liczy 74,3 tys. mieszkańców. Ośrodek przemysłowy.